# Ankylopteryx immaculata
Ankylopteryx immaculata là một loài côn trùng trong họ Chrysopidae thuộc bộ Neuroptera. Loài này được Brauer miêu tả năm 1864.